# Ibne Hajar de Ascalão

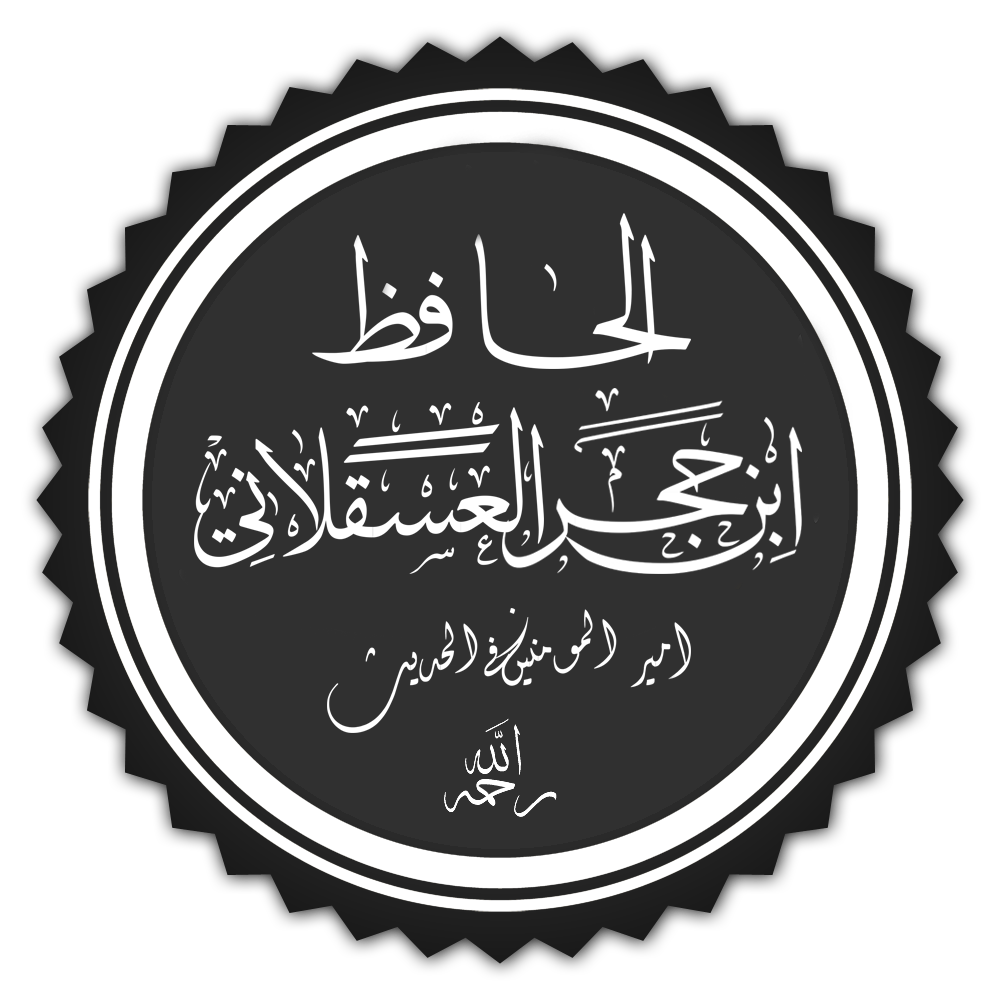
Esboço do nome de ibne Hajar de Ascalão

Ibne Hajar de Ascalão (em árabe: ابن حجر العسقلاني; romaniz.: ibn Ḥajar al-ʿAsqalānī; 1372 (653 anos) - 1449), nascido Xabadim Abu Alfadle Amade ibne Nurdim Ali ibne Maomé ibne Hajar Alascalani Alquinani (Shihābad-Dīn Abul-Faḍl Aḥmad ibn Nūrad-Dīn ʿAlī ibn Muḥammad ibn Ḥajar al-ʿAsqalānī al-Kināni) foi um estudioso islâmico clássico e polímata "cuja obra de vida constitui o somatório final da ciência de hádice". Escreveu cerca de 150 obras sobre hádice, história, biografia, tafsir, poesia e jurisprudência xafeísta, a mais valiosa das quais sendo seu comentário do Sahih al-Bukhari, intitulado Fath al-Bari.